# Fejér András
Fejér András (Szeged, 1955. november 28. –) magyar gordonkaművész, zeneszerző. A Takács-vonósnégyes tagja, három osztálytársával alapította a budapesti Zeneakadémián 1975-ben.

## Életpályája
Zenész családban született, és már korán megismerkedett a kamarazene repertoárjával, mivel szülei a hétvégéket a barátaikkal zenélve töltötték. 1962-ben kezdett csellózni, és a legenda szerint eredetileg hegedülni akart, de édesapja nem volt hajlandó hallgatni a kezdő hegedűsök szörnyű hangját.
1970 és 1974 között a Bartók Béla Zeneművészeti Szakközépiskolában Kertész Ottó tanítványa volt. 1974-ben vették fel a Liszt Ferenc Zeneakadémiára, ahol Banda Ede (gordonka), Mihály András (kamarazene), Rados Ferenc és Kurtág György növendéke volt.  Már főiskolásként játszott az Állami Hangversenyzenekarban. Harmadévesen Fejér kezdeményezte a kezdetben Takács-Nagy-vonósnégyes néven szereplő együttes megalakulását.
Különösen Bartók Béla zenéjét tanulmányozta Székely Zoltán hegedűművésznél, akinek Bartók II. hegedűversenyét ajánlotta. 1983-ban a Takács Quartet a coloradói Boulderbe költözött, ahol a helyi egyetem rezidens vonósnégyese lett. Mára Fejér maradt egyedül az alapítótagokból.

## Díjai, elismerései
- Liszt Ferenc-díj (1983)[4][5]
- A Magyar Köztársasági Érdemrend lovagkeresztje (2001)[1]
- A Magyar Köztársasági Érdemrend tisztikeresztje (2011)[1]

## Fordítás
- Ez a szócikk részben vagy egészben  az   András Fejér című angol Wikipédia-szócikk ezen változatának fordításán alapul.  Az eredeti cikk szerkesztőit annak laptörténete sorolja fel. Ez a jelzés csupán a megfogalmazás eredetét és a szerzői jogokat jelzi, nem szolgál a cikkben szereplő információk forrásmegjelöléseként.